# Хенрик Миколај Гурецки
Хенрик Миколај Гурецки (рођен 6. децембра 1933. у Черници , преминуо 12. новембра 2010. у Катовицама  ) — пољски композитор савремене класичне и религиозне музике. Професор и ректор Државне више музичке школе у Катовицама. Одликован је Орденом Белог орла.

## Биографија

### Детињство и младост
Рођен је 6. децембра 1933. године у Черници, округ Рибник. Његов отац, Роман Гурецки, био је железнички радник. Мајка Отилија Гурецка умрла је на синов други рођендан. Неколико месеци касније, његов отац се поново оженио и породица Гурецки се преселила из Чернице у Ридултове. Његово тешко детињство сачињавали су месеци хоспитализације због проблема са куковима, затим Други светски рат, а онда и осећај неразумевања. Наиме, његов отац и очева друга жена су потиснули Хенрикова уметничка интересовања, код куће му је било забрањено да приђе клавиру, на којем је некада свирала његова мајка . Након што је завршио средњу школу у Ридултовима, Хенрик Гурецки је почео да зарађује као наставник општих предмета у школи у Радошовима.

### Образовање
Почео је редовно музичко образовање са 19 година. Након неуспешних покушаја да се упише у неку од музичких школа у Катовицама, 1952. године примљен је у Музичку школу у Рибнику на инструкторско-педагошки одсек . Ту се школовао у класи Карола и Антонија Шафранека .
Године 1960. завршио је Државну вишу музичку школу у Катовицама, где је студирао компоновање код Болеслава Шабелског. Потом је наставио студије музике у Паризу. По повратку из Француске постаје професор компоновања, а 1975–1979. ректор своје алма матер . Био је члан ПАУ.

### Каријера и музички рад
Први музички успех био је Епитаф (према стиховима Јулијана Тувима) представљен 1958. на Фестивалу Варшавске јесени. Композиција је компонована за мешовити хор и инструментални ансамбл .
Шездесетих година прошлог века Гурецки је, заједно са групом пољских композитора (укључујући Кшиштофа Пендерецког, Кажимјежа Сероцког), развио специфичну врсту модерне музике, која се често назива соноризам. Врхунско композиционо достигнуће овог периода његовог стваралаштва било је дело Scontri које је завршио 1960. године и циклус Genesis . Друго интересовање за музику Гурецког изазвала је изведба дела Scontri на фестивалу Варшавска јесен 1960.  То је једно од најрепрезентативнијих дела пољског соноризма. Наслов може се превести као судари, што се може тумачити као судари звучних маса. Густина звука у овом делу је јединствена, достиже чак и кластер од 88 нота. Исте године освојио је прву награду на Такмичењу младих синдиката пољских композитора (1960) за Monologhi за сопран и 3 групе инструмената. Ова награда му је омогућила да први пут у животу отпутује у иностранство – у Француску. У периоду 1962–1963. компоновао је три дела под заједничким насловом Genesis: Elementi per tre archi, Canti strumentali (за 15 инструмената) и Monodram (за глас, бубњеве и контрабас). У свим овим делима најважнија је била промена звучних боја, а композитор је веровао да је таква музика инспирисана окружењем савременог човека.
У делу Refren (1965), композитор је комбиновао две контрастне технике: средњовековни хокетус са додекафонијом 20. века. Ово дело је награђено 1967. године на Међународној трибини композитора Унеска у Паризу.
Године 1969. настала је Старопољска музика (пол. Muzyka staropolska) за дувачке инструменте и гудаче. У овом делу композитор се осврнуо на органум Bendicamus Domine из антифона клариса из Старог Сонча и на песму Већ се смркава (пол. Już się zmierzcha) Вацлава из Шамотулија. То је изузетно статичан комад који траје око пола сата. Ова карактеристика је од тада постала веома типична за музику Гурецког. Дошло је и до још једне промене – композитор се окренуо вокално-инструменталним жанровима, (обично) сакралним текстовима. Често се јасно односе на народну музику, углавном из потхалског краја, па су то комади изражајне мелодије и традиционалне, па чак и једноставне хармоније, у којима се мотиви или фразе понављају много пута. Ова карактеристика значи да се музика Гурецког често повезује са минимализмом или се назива „нова једноставност“ .
Ово је природа најпознатијег дела Гурецког, Треће симфоније (пол. III Symfonia) познате и као Симфонија тужних песама (пол. Symfonią pieśni żałosnych). Састављена је од три тужбалице, од којих је највише пажње привукла друга, у којој је композитор употребио текст сачуван на зиду мучилишта Гестапоа у Закопаном. Први пут је изведена 4. априла 1977. у оквиру 14. међународног фестивала савремене уметности у Ројану, а пољска премијера је била исте године на Фестивалу савремене музике Варшавска јесен. Године 1992. промотивна кампања је довела до тога да је композиција доспела на светске топ листе, не само класичне музике, након што ју је снимила америчка певачица Дон Апшоу. Трећу симфонију обрадиле су и пољске певачице  Стефањија Војтович и Зофја Киланович. Гурецки је скоро преко ноћи постао међународна славна личност. У Сједињеним Државама продато је 150.000 плоча Треће симфоније. Био је позван да држи предавања у Лондону, Бриселу и Њујорку .
15. октобра 2005. у Бјелску-Бјалој, током 10. Фестивала пољских композитора, премијерно је изведен Гудачки квартет бр. 3, оп. 67 Песме певају (пол. Pieśni śpiewają)  у изведби америчког бенда Кронос Квартет. 
Дана 23. јуна 2013. године у цркви Оца Фрањеваца у Кракову одржала се светска премијера 20 песама Хенрика Миколаја Гурецког. Збирка под насловом Из црквених песама (пол. Z pieśni kościelnych) садржи 20 песама из песмарице свештеника Јана Кажимјежа Седлецког. У једном од интервјуа, Гурецки је рекао: „Имам неколико необјављених и неизведених хорских циклуса. Тренутно су у рукописима и грубим нацртима. Хтео сам да направим збор пољских песама за хор са својом хармонијом. Нашао сам специфичан склад за хорске песме [...] Поносан сам на то што сам открио мелодију пољског језика” . Циклус Из црквених песама који је 1986. године компоновао никада није завршио. Упркос томе, песме је објавио ПВМ.
Дана 12. априла 2014. године у Краљевској фестивалској дворани у Лондону одржана је светска премијера 4. Симфонија Тансман Епизоде (пол. IV Symfoniа Tansman Epizody), чије је стварање инспирисано Аджејем Вендландом, творац и директор Тансман фестивала    . Пољску премијеру организовало је Удружење за промоцију културе под називом Александер Тансман у оквиру Фестивала Тансман 2015, 15. фебруара 2015. у концертној дворани Лођске филхармоније, уз учешће Симфонијског оркестра Шлеске филхармоније под називом Х. М. Гурецки, којим је дириговао маестро Мирослав Јацек Блашчик    .

### Приватан живот
Хенрик Миколај Гурецки био је ожењен пијанисткињом Јадвигом Руранском од 1959. године. Имао је двоје деце - ћерку Ану  и сина Николаја Гурецког.
Хенрик Миколај Гурецки преминуо је 12. новембра 2010. године у болници у Катовицама . Сахрана је обављена 17. новембра 2010. године у Катедрали Христа Краља у Катовицама. Урна са пепелом композитора постављена је на гробљу у ул. Хенрик Сјенкјевич у Катовицама  .